# 1075
Évszázadok: 10. század – 11. század – 12. század
Évtizedek: 1020-as évek – 1030-as évek – 1040-es évek – 1050-es évek – 1060-as évek – 1070-es évek – 1080-as évek – 1090-es évek – 1100-as évek – 1110-es évek – 1120-as évek
Évek: 1070 – 1071 – 1072 – 1073 –  1074 – 1075 – 1076 – 1077 – 1078 – 1079 – 1080

## Események
- március – VII. Gergely pápa közzéteszi a Dictatus papae-t, amelyben kinyilvánítja a pápaság elsőbbségét a világi hatalommal szemben.[1]
- A bárók lázadása I. Vilmos angol király ellen. A normann hódítással szembeni ellenállás utolsó komoly eseménye.
- II. Lipót osztrák őrgróf követi apját Ausztria élén.

## Születések
- június – III. Lothár német-római császár († 1137)

## Halálozások
- június 10. – I. Ernő osztrák őrgróf  (* 1028)